# Olympische Winterspiele 2010/Skilanglauf – Team-Sprint (Männer)
Der Team-Sprint der Männer im Skilanglauf bei den Olympischen Winterspielen 2010 wurde am 22. Februar 2010 im Whistler Olympic Park in Whistler ausgetragen. Gelaufen wurde in der freien Technik. Olympiasieger wurde das norwegische Duo Øystein Pettersen / Petter Northug vor dem deutschen und dem russischen Team.

## Daten
- Datum: 22. Februar 2010
- Streckenlänge: 1580 m
- Höhenunterschied: 25 m
- Maximalanstieg: 25 m
- Totalanstieg: 51 m
- 44 Teilnehmer aus 22 Ländern

## Ergebnisse
- Q – Qualifikation für die nächste Runde

### Halbfinale

#### Lauf 1
| Rang | Startnummer | Land                   | Sportler                          | Zeit (min) | Anmerkungen |
| ---- | ----------- | ---------------------- | --------------------------------- | ---------- | ----------- |
| 1    | 1           | Russland               | Nikolai Morilow Alexei Petuchow   | 18:47,6    | Q           |
| 2    | 2           | Norwegen               | Øystein Pettersen Petter Northug  | 18:48,5    | Q           |
| 3    | 5           | Deutschland            | Tim Tscharnke Axel Teichmann      | 18:48,9    | Q           |
| 4    | 4           | Kanada                 | Devon Kershaw Alex Harvey         | 18:49,2    | Q           |
| 5    | 6           | Finnland               | Lasse Paakkonen Ville Nousiainen  | 18:54,3    | Q           |
| 6    | 7           | Polen                  | Maciej Kreczmer Janusz Krężelok   | 19:07,2    |             |
| 7    | 11          | Slowakei               | Ivan Bátory Michal Malák          | 19:07,5    |             |
| 8    | 3           | Estland                | Anti Saarepuu Peeter Kümmel       | 19:27,6    |             |
| 9    | 9           | Litauen                | Modestas Vaičiulis Mantas Strolia | 19:43,1    |             |
| 10   | 8           | Volksrepublik China    | Sun Qinghai Xu Wenlong            | 19:43,6    |             |
| DNF  | 10          | Vereinigtes Königreich | Andrew Musgrave Andrew Young      |            |             |

#### Lauf 2
| Rang | Startnummer | Land               | Sportler                               | Zeit (min) | Anmerkungen |
| ---- | ----------- | ------------------ | -------------------------------------- | ---------- | ----------- |
| 1    | 16          | Tschechien         | Dušan Kožíšek Martin Koukal            | 18:43,1    | Q           |
| 2    | 19          | Frankreich         | Vincent Vittoz Cyril Miranda           | 18:43,8    | Q           |
| 3    | 15          | Italien            | Cristian Zorzi Renato Pasini           | 18:43,9    | Q           |
| 4    | 13          | Vereinigte Staaten | Torin Koos Andrew Newell               | 18:43,7    | Q           |
| 5    | 17          | Kasachstan         | Nikolai Tschebotko Alexei Poltaranin   | 18:45,3    | Q           |
| 6    | 12          | Schweiz            | Eligius Tambornino Dario Cologna       | 18:54,6    |             |
| 7    | 18          | Japan              | Nobu Naruse Yūichi Onda                | 18:54,8    |             |
| 8    | 14          | Schweden           | Marcus Hellner Teodor Peterson         | 19:06,5    |             |
| 9    | 22          | Rumänien           | Paul Constantin Pepene Petrică Hogiu   | 19:09,2    |             |
| 10   | 20          | Australien         | Ben Sim Paul Murray                    | 19:57,0    |             |
| DNF  | 21          | Belarus            | Sjarhej Dalidowitsch Leanid Karnijenka |            |             |

### Finale
| Rang | Startnummer | Land               | Sportler                             | Zeit (min) | Rückstand |
| ---- | ----------- | ------------------ | ------------------------------------ | ---------- | --------- |
| 1    | 2           | Norwegen           | Øystein Pettersen Petter Northug     | 19:01,0    | +0,0      |
| 2    | 5           | Deutschland        | Tim Tscharnke Axel Teichmann         | 19:02,3    | +1,3      |
| 3    | 1           | Russland           | Nikolai Morilow Alexei Petuchow      | 19:02,5    | +1,5      |
| 4    | 4           | Kanada             | Devon Kershaw Alex Harvey            | 19:07,3    | +6,3      |
| 5    | 17          | Kasachstan         | Nikolai Tschebotko Alexei Poltaranin | 19:07,5    | +6,5      |
| 6    | 16          | Tschechien         | Dušan Kožíšek Martin Koukal          | 19:13,8    | +12,8     |
| 7    | 19          | Frankreich         | Vincent Vittoz Cyril Miranda         | 19:18,7    | +17,7     |
| 8    | 15          | Italien            | Cristian Zorzi Renato Pasini         | 19:21,1    | +20,1     |
| 9    | 13          | Vereinigte Staaten | Torin Koos Andrew Newell             | 19:21,6    | +20,6     |
| 10   | 6           | Finnland           | Lasse Paakkonen Ville Nousiainen     | 19:50,8    | +49,8     |